# ハイレックスコーポレーション
株式会社ハイレックスコーポレーション（英: HI-LEX Corporation）は、兵庫県宝塚市に本社を置く、自動車用コントロールケーブルの製造を行う会社である。
2013年7月、大阪証券取引所と東京証券取引所の現物株市場統合に伴い、現在は東京証券取引所2部に上場。

## 沿革
- 1949年 - 宝塚索導管株式会社として設立。
- 1962年 - 東洋機械金属株式会社と合併。
- 1963年 - 東洋機械金属株式会社より分離独立し、宝塚索導管株式会社再発足。
- 1970年 - 米国・ミシガン州に駐在員事務所開設
- 1971年 - 日本ケーブル・システム株式会社に社名変更。
- 1972年 ‐ 韓国TSK設立
- 1973年 - 関東TSK、丹波ケーブル、但馬TSK、兵庫ケーブルに資本参加。
- 1975年 - 米国にTSK OF AMERICA設立。
- 1976年
  - 関西ケーブル、三国ケーブルに資本参加。
  - マレーシアのアームストロング社に資本参加および技術援助。
- 1977年 - 大阪証券取引所第二部に上場。
- 1979年 - インドネシアにLIPPO TSK設立。
- 1981年
  - TSK OF AMERICAの社名をHI-LEXコーポレーション（HLC）に変更。
  - 林スプリング、タイスチールケーブル（TSC）に資本参加。
- 1982年 - 西独キュースター社と技術提携。
- 1985年
  - 韓国の大同ケーブル産業と技術提携。
  - 出石ケーブル設立。
  - 米デトロイトに「HI-LEX AUTOMOTIVE CENTER」開設。
- 1987年 - 豪のフレックスドライブ社、韓国の大同ケーブルに資本参加。
- 1988年 - インドネシアに合弁会社HI-LEXパーツ設立。
- 1989年
  - 林スプリング製作所が日本ケーブル・システム埼玉に社名変更。
  - HI-LEXコントロールズ（HCI）、日本ケーブル・システム島根設立。
  - 英のボーデンに資本参加。
- 1992年
  - インド・マドハスダン社、南アフリカ・フレックステック社へ技術供与。
  - 米に持株子会社TSK OF AMERICA設立。
- 1993年
  - ハンガリーのABF社、ブラジルのミューラー社と技術援助契約。
  - HI-LEXメヒカーナ（HLM）設立。
- 1994年 - 医療分野進出プロジェクトチーム発足。
- 1995年
  - 中国・重慶に合弁会社、重慶利時徳拉索有限公司（CTC）設立（現・重慶海徳世拉索系統集団有限公司（CHG））。
  - ISO9001認証取得。
- 1996年 - 欧州駐在事務所開設。
- 1998年 - インドに合弁会社マチノTSK設立。
- 1999年 - HI-LEXベトナム（HLV）設立。
- 2000年
  - 英にHI-LEXケーブルシステム（HCS）設立。
  - LIPPO TSK（現・HI-LEXインドネシア（HLINA））を子会社化。
  - HI-LEXブラジル（HLB）事務所開設。
- 2001年
  - 中国・CTCを子会社化。
  - FUJI HI-LEX設立。
- 2002年
  - HI-LEXインディア（HLIND）子会社化。
  - アルファHI-LEX、広州利時徳控制拉索有限公司（GTC）、重慶利時徳汽車部件有限公司（CTP）（現・重慶海徳世控制拉索系統有限公司（CQHL））設立。
- 2003年 - 煙台利時徳拉索系統有限公司（YTC）、韓国・大同HI-LEX（DDHL）設立。
- 2006年
  - 現社名に変更。
  - ハイレックスハンガリー設立。
- 2007年
  - 医療機器事業部制導入。
  - 広州海勒徳世拉索系統有限公司（現・広東海徳世拉索系統有限公司（GHL））、長春利時徳汽車拉索有限公司（現・長春海徳世汽車拉索有限公司（CCHL））設立。
- 2008年 - 大同ハイレックスアメリカ（DDHLA）設立。
- 2009年 - HLB現地法人撤退。
- 2012年
  - 株式会社サンメディカル技術研究所を子会社化、補助人工心臓事業に参入。
  - HI-LEX ロシア LLC（HLR）設立。
  - ドイツ技術センター駐在事務所開設。
- 2013年
  - HI-LEX欧州（HLE）技術・営業センター設立。
  - 東証二部上場。
- 2014年
  - 大同ドア（DDDR）、HI-LEXチルボン（インドネシア）、重慶永仁心医療器械有限公司（CEMD）、中国　杭州HI-LEX（HZHL）設立。
  - プラットホーム用昇降式ホーム柵開発。
- 2015年 - ブラジル3回目の進出、営業活動再開。

- 2016年
  - 創立70周年。
  - スペインCastellon社、イタリアLames社を子会社化。

## 主な事業所
- 本社・宝塚工場 - 兵庫県宝塚市
- 柏原工場 - 兵庫県丹波市
- 三田工場 - 兵庫県三田市
- 三田西工場 - 兵庫県三田市
- 三ヶ日工場 - 静岡県浜松市浜名区
- 宇都宮技術センター - 栃木県宇都宮市
- 東京営業所 - 埼玉県狭山市
- 宇都宮営業所 - 宇都宮技術センター内
- 浜松営業所 - 三ヶ日工場内
- 名古屋営業所 - 愛知県豊田市
- 広島営業所 - 広島県安芸郡

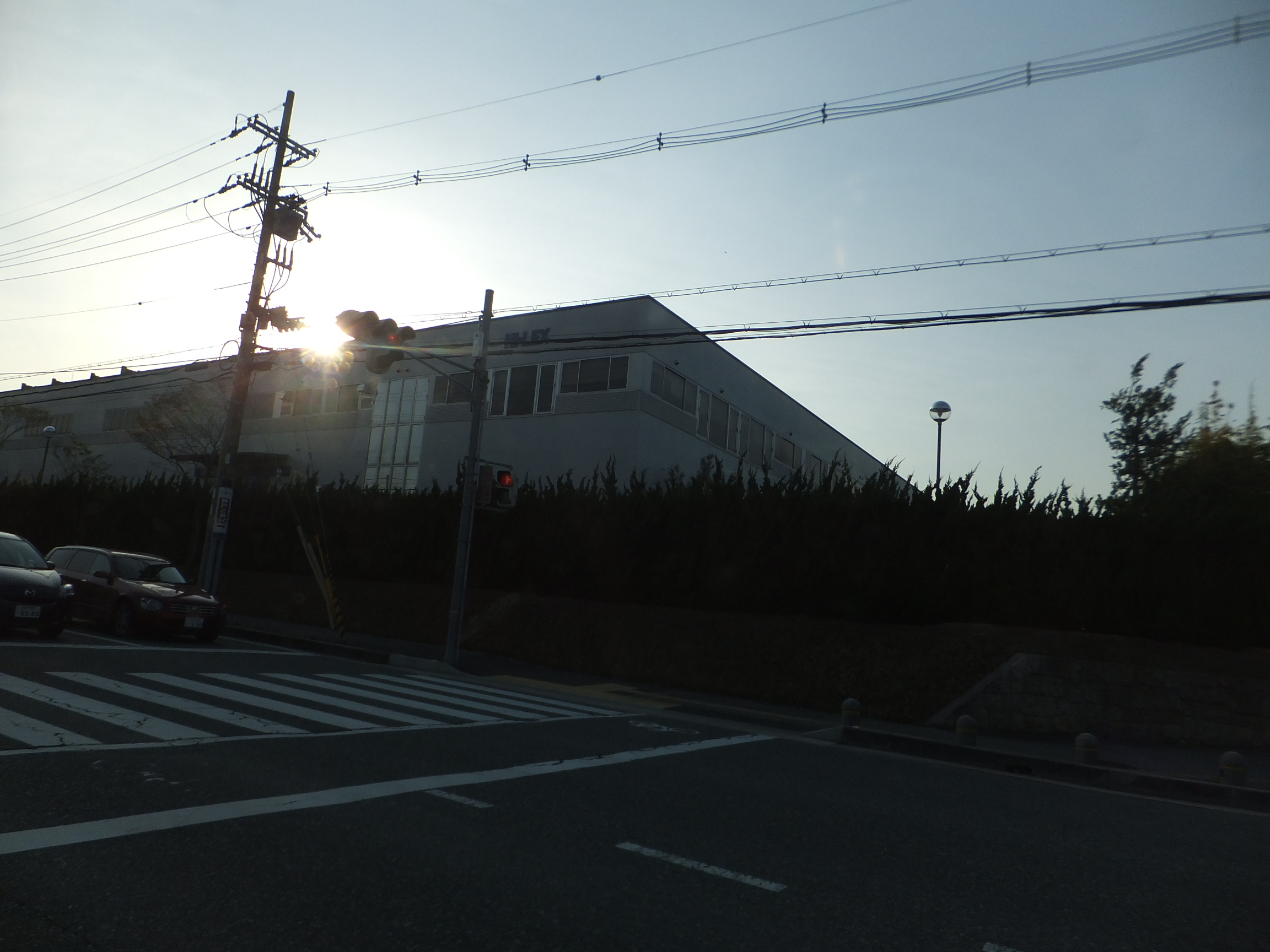
ハイレックス三田西工場

2016年には、トリヤッチ、ロシアで生産開始.

## グループ会社
- 株式会社ハイレックス関東
- 株式会社ハイレックス埼玉
- 株式会社ハイレックス島根
- 出石ケーブル株式会社
- 株式会社サンメディカル技術研究所
- 株式会社ハイレックス宮城

## その他
- 西宮市生瀬にある同社の寮の玄関には、現在も旧社名の「宝塚索導管」「日本ケーブル・システム」が掲出されたままになっている。